# Лекса Мануш
Лекса Мануш (творческий псевдоним, настоящее имя: Белугин Александр Дмитриевич, род. 7.02.1942, Рига, Латвия — ум. 25.05.1997, Москва, Россия) — советский цыганский поэт, лингвист и этнограф второй половины XX века.
Лекса — цыганское сокращение от Александра, Мануш — «человек» по-цыгански.

## Биография
Семья, в которой родился Лекса Мануш, была многонациональной, среди его предков — русские, латыши, литовцы, немцы, пруссы, поляки, цыгане, но он чувствовал особое родство именно с последними, в совершенстве овладев различными диалектами цыганского языка и посвятив всю свою жизнь исследованиям культуры этого народа. По окончании службы в армии Лекса Мануш окончил факультет иностранных языков Латвийского государственного университета, защитив написанную на английском языке дипломную работу «Особенности диалекта латышских цыган».
Профессиональную деятельность начал как переводчик Специализированного информационного центра по морской геологии, геофизике и освоению морских месторождений полезных ископаемых  Института геологии и полезных ископаемых АН Латвийской ССР, под руководством члена-корреспондента АН Латвийской ССР К.Я.Спрингиса.
19 июня 1970 года Белугин приехал в Москву познакомиться с канадским лингвистом, редактором международного журнала журнала «Revue de Gitano», где была опубликована статья начинающего учёного. Во время этой встречи цыганский поэт Николай Саткевич познакомил Александра Дмитриевича с его будущей женой, Белугиной (в девичестве — Шнурковой) Надеждой Григорьевной, потерявшей родителей во время Великой Отечественной войны и удочеренной цыганской семьей, и Сильницким Григорием Ивановичем, актером Цыганского Театра «Ромэн». 11 августа 1970 года Лекса и Надежда поженились.

## Научная деятельность
Более 20 лет супруги Белугины работали в Институте научной информации по общественным наукам (ИНИОН) АН СССР, Лекса Мануш — в Секторе Языкознания. В Институте востоковедения АН СССР он окончил аспирантуру. Лекса Мануш считался уникальным лингвистом, свободно владевшим английским, немецким, французским, итальянским, испанским, португальским, румынским, голландским, венгерским, финским, эстонским, латышским, литовским, казахским, всеми славянскими и скандинавскими языками, ивритом, урду, фарси, хинди, санскритом. По подсчётам его коллег, в общей сложности (в различной степени) он владел не менее, чем 50 языками, и знал около десятка наречий и диалектов цыганского языка. Лекса Мануш имел свой системный подход к изучению лингвистических закономерностей в различных языковых группах, что помогало ему в быстром освоении отдельных языков.
Лекса Мануш занимался углубленным сравнительным и историческим языкознанием и изучением истории цыганского народа, которая, согласно его заключениям, началась во времена существования древней цивилизации в долине реки Инд, на территории нынешней Индии, когда значительная часть касты певцов и танцоров была вынуждена по каким-то причинам покинуть свою страну и отправиться в странствие.

## Сочинения
Свои научные статьи о цыганском языке и истории цыган, цыганском фольклоре и литературе, истории религии цыган и особенностях цыганской музыки, Лекса Мануш публиковал в многочисленных советских и зарубежных этнографических, цыганологических и иных периодических изданиях, часто в авторском переводе на язык издания. В 1970—1980-х годах в Москве и Риге вышли сборники детских цыганских стихов Лексы Мануша, а изданному в 1980 году в Будапеште сборнику поэзии цыган разных стран на цыганском и венгерском языках было дано название одного из стихотворений Лексы — «Цыганская Колыбельная» (в сборнике было опубликовано 10 его стихотворений).
В 1990 году в Индии впервые был издан на цыганском и английском языках всемирно известный индийский эпос «Рамаяна» в переводе Лексы Мануша.
Лекса Мануш подготовил две азбуки для цыганских детей на диалекте русских и латышских цыган. В Риге «Азбука» с рисунками друга Лексы, талантливого цыганского художника и поэта Карлиса Рудевича вышла в 1996 году.
В 1997 году в Риге издали последнюю работу Лексы Мануша большой «Цыганско-латышско-английский и латышско-цыганский словарь». В цыганско-латышско-английской части он дал этимологию цыганских слов. Там же впервые в мире он подробно описал грамматику диалекта латышских цыган. Лекса отредактировал рукопись латышско-цыганского словаря, который много лет составлял латышский цыган из Вентспилса Янис Нейландс, а Карлис Рудевич дополнил и подготовил его к печати.

## Смерть и наследие
Лекса Мануш умер 25 мая 1997 года от язвы желудка и похоронен на одном из подмосковных кладбищ.
После него остались его вдова, двое детей и семь внуков и внучек, живущих в Латвии, Финляндии, Сербии и Великобритании.
Сегодня наследие Лексы Мануша — это десятки его научных работ, уникальные оригинальные исследования в области истории и культуры цыганского народа, в области лингвистики и этнографии, это сотни стихов.